# Phoenix Ghost
Le Phoenix Ghost est une petite « munition vagabonde », aussi appelée drone suicide, conçue par l'entreprise d'armement américaine Aevex Aerospace (en). Selon un haut responsable de la défense américaine, il est similaire à l'AeroVironment Switchblade.

## Historique
Le département américain de la Défense déclara que le Phoenix Ghost avait été développé avant l'invasion russe de l'Ukraine en 2022 mais qu'il correspondait « étroitement » aux besoins des Forces armées ukrainiennes lors de la bataille du Donbass .
Aevex Aerospace s’associe avec Tribe Aerospace qui est spécialisé dans la production de drones à bas coûts.

## Capacités
Son objectif principal est d'envoyer une munition explosive sur une cible. Il peut voler jusqu'à six heures sur une zone et peut aussi effectuer une surveillance.
Le drone est efficace contre les cibles terrestres blindées moyennes. Les opérations de nuit sont possibles grâce à des capteurs infrarouges.
Lors d'une conférence de presse John Kirby, porte-parole du Pentagone, a indiqué que le Phoenix Ghost n'était pas un jumeau du Switchblade et qu'il présentait des capacités militaires particulières qu'il a refusé de préciser.

## Utilisateurs

Pays utilisateurs.

États-Unis
Armée de l'air américaine
 Ukraine
Forces armées ukrainiennes,,  plus de 5 000 modèles livrés à Kiev par Aevex Aerospace en 2024.